# Острозький район
Остро́зький райо́н — колишній район на території сучасної Острозької міської громади. Районним центром було місто Острог, який сам не входив до складу району.

## Символіка
Прапор Остро́зького райо́ну затверджено рішенням районної ради від 30.06.2006 року № 13 «Про герб, прапор і Положення про зміст, опис та порядок використання символіки Острозького району». Прапор Острозького району — прямокутне полотнище, жовтогарячого (золотистого) кольору. У верхній частині прапора на відстані 1/3 його довжини розміщується герб району, на червоному тлі — зображення білого (срібного) Волинського хреста, на якому розміщений жовтий (золотий) частково видозмінений герб князів Острозьких («Огончик» з зіркою та підковою знизу). Співвідношення ширини до довжини полотнища 2:3.

## Історія
Указом Президії Верховної Ради Української РСР від 17 січня 1940 року в Ровенській області утворюються 30 районів, серед них — Острозький з м. Острог та ґмін Новомалін, Сіяньце і Хорув Здолбунівського повіту.

## Географія
Район був розташований на межі Малого Полісся та лісостепу. Територія району переважно висотно-рівнинна, мережана балками, ярами, лугами, культивованими ґрунтами, лісами і гаями. На півдні та сході — заліснені висоти з великою кількістю криничних озер, струмків, угловин, валунів і печер. Ґрунти району переважно супіщані, зрідка чорноземні та торф'яні, у надрах залягає промислова глина, крейда, вапняк, камінь, поклади залізної та мідної руди, кам'яного вугілля, торфу та інших копалин. Найбільшими ріками є Горинь, Вілія, Збитинка і Вільшанка.

### Природно-заповідний фонд району
Національні природні парки:
- Дермансько-Острозький (загальнодержавного значення)

Ботанічні заказники:
- Бущанський (загальнодержавного значення), Урочище «Бір»

Геологічні заказники:
- Мізоцький кряж (частково)

Гідрологічні заказники:
- Збитенський

Ентомологічні заказники:
- Розвазький, Точевицький

Орнітологічні заказники:
- Збитенський

Ботанічні пам'ятки природи:
- Острожчин (загальнодержавного значення)

Комплексні пам'ятки природи:
- Дендропарк Острозького держлісгоспу, Теремне

Заповідні урочища:
- Віковічні дуби, Вікові дубові насадження

Парки-пам'ятки садово-паркового мистецтва:
- Острозький парк

## Населення
Розподіл населення за віком та статтю (2001):
| Стать | Всього | До 15 років | 15-24 | 25-44 | 45-64 | 65-85 | Понад 85 |
| --- | ------ | ----------- | ----- | ----- | ----- | ----- | -------- |
| Чоловіки | 14 639 | 3279        | 2060  | 4184  | 3233  | 1803  | 80       |
| Жінки | 16 625 | 3159        | 1964  | 3861  | 3832  | 3549  | 260      |
| \| Статево-вікова піраміда \| Статево-вікова піраміда \| Статево-вікова піраміда \| \| ----------------------- \| ----------------------- \| ----------------------- \| \| Чоловіки \| Вік \| Жінки \| \| 80 \| 85 + \| 260 \| \| 156 \| 80-84 \| 448 \| \| 296 \| 75-79 \| 785 \| \| 594 \| 70-74 \| 1069 \| \| 757 \| 65-69 \| 1247 \| \| 850 \| 60-64 \| 1119 \| \| 663 \| 55-59 \| 810 \| \| 904 \| 50-54 \| 1010 \| \| 816 \| 45-49 \| 893 \| \| 1072 \| 40-44 \| 1010 \| \| 972 \| 35-39 \| 947 \| \| 1076 \| 30-34 \| 918 \| \| 1064 \| 25-29 \| 986 \| \| 1041 \| 20-24 \| 952 \| \| 1019 \| 15-20 \| 1012 \| \| 1246 \| 10-14 \| 1150 \| \| 1084 \| 5-9 \| 1118 \| \| 949 \| 0-4 \| 891 \| |        |             |       |       |       |       |          |
| Статево-вікова піраміда |        |             |       |       |       |       |          |
| Чоловіки | Вік    | Жінки       |       |       |       |       |          |
| 80 | 85 +   | 260         |       |       |       |       |          |
| 156 | 80-84  | 448         |       |       |       |       |          |
| 296 | 75-79  | 785         |       |       |       |       |          |
| 594 | 70-74  | 1069        |       |       |       |       |          |
| 757 | 65-69  | 1247        |       |       |       |       |          |
| 850 | 60-64  | 1119        |       |       |       |       |          |
| 663 | 55-59  | 810         |       |       |       |       |          |
| 904 | 50-54  | 1010        |       |       |       |       |          |
| 816 | 45-49  | 893         |       |       |       |       |          |
| 1072 | 40-44  | 1010        |       |       |       |       |          |
| 972 | 35-39  | 947         |       |       |       |       |          |
| 1076 | 30-34  | 918         |       |       |       |       |          |
| 1064 | 25-29  | 986         |       |       |       |       |          |
| 1041 | 20-24  | 952         |       |       |       |       |          |
| 1019 | 15-20  | 1012        |       |       |       |       |          |
| 1246 | 10-14  | 1150        |       |       |       |       |          |
| 1084 | 5-9    | 1118        |       |       |       |       |          |
| 949 | 0-4    | 891         |       |       |       |       |          |

## Політика
25 травня 2014 року відбулися Президентські вибори України. У межах Острозького району було створено 40 виборчих дільниць. Явка на виборах складала — 71,92 % (проголосували 15 530 із 21 594 виборців). Найбільшу кількість голосів отримав Петро Порошенко — 58,74 % (9 122 виборців); Юлія Тимошенко — 16,63 % (2 582 виборців), Олег Ляшко — 12,90 % (2 004 виборців), Анатолій Гриценко — 3,12 % (485 виборців). Решта кандидатів набрали меншу кількість голосів. Кількість недійсних або зіпсованих бюлетенів — 0,65 %.

## Історичні пам'ятки
В Острозькому районі Рівненської області нараховується 53 пам'яток історії.

### Державний історико-культурний заповідник м. Острог
У 1981 р. на основі музею створено Державний історико-культурний заповідник м. Острог. Сьогодні до заповідника належать:
- Краєзнавчий музей з історичними і художніми відділеннями;
- другий в Україні Музей книги та друкарства, відкритий у 1985 р. у відреставрованій Луцькій Вежі XVI ст.,
- постійно діюча нумізматична виставка;
- Музей історії села Вілії,
- меморіальний будинок письменника Миколи Островського;
- пам'ятки оборонної та храмової архітектури Острога і сусіднього Межиріча.

Музейні фонди заповідника налічують понад 54 тис. експонатів. Це колекції стародруків і рукописних книг, нумізматики, іконопису, портретного живопису, скульптури, археології, етнографії, архівних документів, інших пам'яток давньої та новітньої історії.
Музей книги та друкарства знаходиться у Луцькій надбрамній вежі (XVI ст.). В основу експозиції покладено книжкову колекцію краєзнавчого музею, започатковану ще в 1909–1912 pp. Братством імені князів Острозьких. Серед рідкісних експонатів музею — найдавніша друкована книга «Декреталій» папи Григорія IX, глаголичне видання Бревіарія Хорвацького, Острозька Біблія Івана Федорова. Тут можна ознайомитися з історією створення книги та виникнення друкарства. Сьогодні книжкова колекція налічує близько 3 тис. експонатів, половина з яких — рукописи, західноєвропейські та кириличні стародруки XVI—XVII ст. Експозиція першого поверху розповідає про виникнення слов'янської писемності та діяльність Кирила і Мефодія, про рукописну кириличну книгу XVI—XVIII ст. і про діяльність Івана Федорова в Москві, Заблудові, Львові та Острозі. Експозиція другого поверху висвітлює діяльність Острозької та Дерманської друкарень у післяфедоровський період, розповідає про Львівську, Київську, Почаївську, Кременецьку друкарні XVI—XVIII ст. В основу експозиції третього поверху покладено колекційний принцип. Тут виставлені найцікавіші експонати основних колекцій, які зберігає Музей книги та друкарства в Острозі.
У грудні 1997 р. почала діяти нумізматична виставка. Колекція налічує понад 11 тис. одиниць зберігання. Значну частину зібрання становлять монети, паперові гроші та нагороди Російської імперії. Експозиція виставки розпочинається колекцією монет часів Петра І, який у 1704 р. провів грошову реформу. Увагу відвідувачів привертають насамперед золоті монети Петра І та Катерини II, державні нагороди Російської імперії, посадові та ювілейні полкові відзнаки. Особливе місце в експозиції займає історія розвитку українських грошей XX ст. Серед найцікавіших експонатів — підбірка паперових грошей міст Одеси, Житомира, Кременця, Острога, загальнодержавні гроші та цінні папери періоду національно-визвольних змагань 1917—1921 pp. В експозиції представлені монетні та монетно-речові скарби XVII ст., а також скарб, який належав Острозькій єврейській родині. Музей сьогодні єдиний серед подібного роду закладів, який комплектує колекцію відомчих відзнак.
У будинку, де народився відомий письменник Микола Островський (1904–1936), сьогодні знаходиться музей вшанування пам'яті про нього. Поряд із експозицією про життя і діяльність письменника тут висвітлено історію села Вілія.

### Село Межиріч

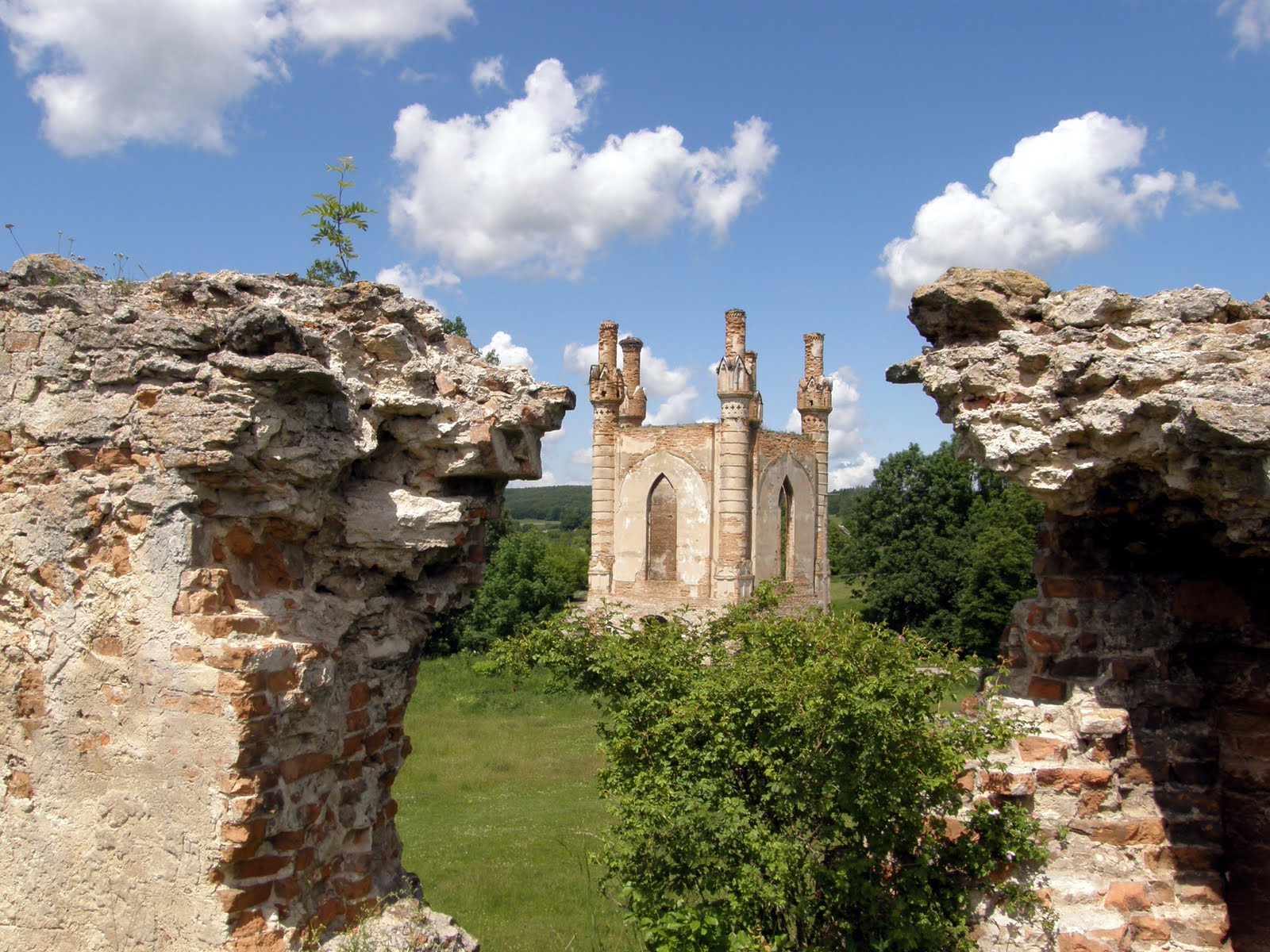
Новомалинський замок

За 3-4 км від Острога між річками Збитенкою і Вілією знаходиться село Межиріч. У цьому колишньому містечку-фортеці із замком, оборонними мурами і вежами добре зберігся ансамбль будівель Троїцького монастиря-фортеці XV—XVII ст., Троїцька церква XV ст., стіни та башти початку XVII ст., піч XVII ст. Точна дата заснування Свято-Троїцького монастиря невідома. За переказами літописців, він був зведений монахами Печерського монастиря (Київ), які врятувалися від монголо-татарської навали. Будували монастир біля східного відрізку колишнього оборонного валу фортеці, яка захищала Межиріч від ворогів. Композиційним центром монастирського ансамблю є Троїцький храм, що своїм зовнішнім виглядом нагадує Острозький Богоявленський собор. Троїцька церква являє собою п'ятиверхий варіант шестистовпного храму, в якому поєдналися давньоруські будівничі традиції з елементами готичної архітектури, контрфорсами і стрільчастими вікнами. На початку XVII ст. останній представник князівського роду по чоловічій лінії — Януш Острозький — здобув для Межиріча Магдебурзьке право і передав Троїцький храм католицькому ордену Францисканців. У 1606–1612 pp. за проектом архітектора Павла Гроздицького до храму симетрично прибудували з боків двоповерхові корпуси келій. Кути торців обох корпусів завершують циліндричні триярусні башти. Добудовані споруди позначені рисами архітектури Ренесансу, де основний акцент зроблено на кам'яні різьблені портали аркових входів західних фасадів келій. У той самий час були зведені оборонні мури навколо монастиря з чотирма двоярусними баштами. У 1866 p., після другого повстання у Російській імперії, Францисканський монастир було закрито, а його приміщення передали православному відомству. Лише наприкінці XX ст. Свято-Троїцький монастир почав діяти як православний. У монастирі знаходиться родова ікона князів Острозьких — Межиріцька Богородиця (перша третина XVI ст.). Князь Острозький привіз її від Вселенського Патріарха як подарунок і благословення за вірність, великі турботи та охорону святого православ'я. За іконою прикріпилася ще одна назва — «Життєдательниця», оскільки з давніх часів її вважають чудотворною. На іконі наявні вотивні зображення, зроблені з дорогоцінних металів. У 1779 p., як особливо шанований образ, Межиріцька Богородиця була коронована католицьким єпископом Франциском Комарницьким, а на згадку про цю непересічну подію було споруджено пам'ятний знак у полі на околиці Межиріч. На початку 90-х років XX ст. у Межирічі було засновано чоловічий Троїцький монастир. Відтоді розпочався новий етап у розвитку міста. Мешканці монастиря докладають чимало зусиль і коштів для збереження і реставрації цієї унікальної пам'ятки архітектури.

### Інші села
На території району знаходиться ще багато архітектурних пам'яток. Серед них — залишки замку XIV—XIX ст. у с. Новомалин, церква Кузьми і Дем'яна (1781 р.) у с. Розваж, церква Петра і Павла (1781 р.) у с. Хорів, Михайлівська церква XVIII ст. у с. Милятин, Георгіївська церква (1747 р.) у с. Сіянці, Панський млин в с. Коростове (с. Українка).